# 賀婁子幹
賀婁 子幹（がろう しかん、535年 - 594年）は、中国の北周から隋にかけての軍人。字は万寿。本貫は代郡。

## 経歴
賀婁景賢の子として生まれた。北周の武帝のとき、司水上士の位を受け、強済と称された。小司水に累進し、思安県子に封ぜられた。使持節・儀同大将軍の位を受けた。579年、軍器監を兼ねた。まもなく秦州刺史に任ぜられ、爵位は伯に進んだ。
580年、尉遅迥が乱を起こすと、子幹は韋孝寛の下で乱を討った。尉遅迥の軍が懐州を包囲すると、子幹は宇文述らとともにこれを撃破した。戦うたびに陣頭に立ち、鄴城を落としたときには、崔弘度とともに尉遅迥を楼閣の上まで追いかけた。位は上開府に進み、武川県公に封ぜられた。
581年2月、隋が建国されると、子幹の爵位は鉅鹿郡公に進んだ。8月、吐谷渾が涼州に侵入すると、子幹は行軍総管として上柱国元諧の下で吐谷渾を討ち、功績が最も高かったため褒賞を受けた。文帝は西辺が安定しないのを憂慮して、子幹に命じて涼州に駐屯させた。582年6月、突厥の達頭可汗の軍勢が蘭州に侵入すると、子幹は兵を率いてこれをはばみ、可洛峐山で対峙した。突厥の軍勢は強大であったため、子幹は川をせきとめて陣営を築き、突厥軍が水を得られない状態にした。突厥側の人馬の疲弊を待って攻撃し、これを撃破した。功績により上大将軍の位を受け、営新都副監に任ぜられた。10月、工部尚書となった。同年、突厥が再び侵入すると、子幹は行軍総管として竇栄定の下で突厥を討った。子幹は別路をとって突厥軍を破り、1000人あまりを斬首した。
584年、吐谷渾が再び隋の西辺を侵すと、子幹は河西の5州の兵を率いて吐谷渾領内深く侵攻し、男女1万人あまりを殺して、20日して帰還した。
文帝は隴西郡がたびたび侵攻を受けることに悩んでいた。文帝は住民を集住させて村塢を立てさせ、堡塁を築いて防御させようとした。子幹は、隴西の住民が牧畜を生業としているため、住民を集住させるとむしろ社会不安が増すとしてこれに反対し、要路を守り、烽火による連係で対応するよう上書した。文帝は子幹の意見に従った。まもなく岷州・洮州に侵攻を受けたが、子幹が兵を率いておもむくと、敵軍はそれを聞いて逃げ去った。
文帝は子幹が辺境の事情に通じていることを買って、楡関総管十鎮諸軍事に任じた。後に子幹は雲州刺史に転じた。数年後、突厥の雍虞閭が使者を派遣して隋への帰順を願い出た。子幹は行軍総管として西北道に出て応接にあたった。帰還すると雲州総管に任ぜられ、突厥の献上した馬百匹と羊千口を受け取った。母の喪のため職を去ったが、楡関の重鎮として任せられるものがおらず、まもなく復帰した。594年、在官のまま病没した。享年は60。懐魏等四州刺史の位を追贈され、諡を懐といった。
子の賀婁善柱が後を嗣ぎ、官は黔安郡太守にいたった。

## 伝記資料
- 『隋書』巻五十三 列伝第十八
- 『北史』巻七十三 列伝第六十一